# Línguas dos anjos
Línguas dos anjos são uma forma de adoração encontrada no Judaísmo do período do Segundo Templo.
Na Bíblia hebraica, o conceito é desconhecido, os anjos só falam em línguas humanas.
Nos Manuscritos do Mar Morto o conceito aparece no conjunto de hinos para os sacrifícios do sábado.
Posteriormente, em Alexandria, um conceito relacionado aparece entre os membros femininos das sinagogas judaicas therapeutae. O texto principal é o Testamento de Jó apócrifo 48:1-50.
É possível que a menção a "língua dos anjos" na Primeira Epístola aos Coríntios capítulo 13 é uma referência à influência de Alexandria, no culto em Corinto.